# Ochthocharis ovata
Ochthocharis ovata är en tvåhjärtbladig växtart som beskrevs av Célestin Alfred Cogniaux. Ochthocharis ovata ingår i släktet Ochthocharis och familjen Melastomataceae. Inga underarter finns listade i Catalogue of Life.